# 1886
1886 (MDCCCLXXXVI) var ett normalår som började en fredag i den gregorianska kalendern och ett normalår som började en onsdag i den julianska kalendern.

## Händelser

### Mars
- 12 mars – Svenska Uppfinnareföreningen bildas.[1]

### April
- April – Svenska drägtreformföreningen bildas.

### Maj
- 4 maj – Haymarketmassakern utförs i Chicago Illinois,, USA.[2]
- 8 maj – Drycken Coca-Cola uppfinns i USA.[3]

### Juni
- 4 juni – Den svenska renbeteslagen införs för att eliminera konflikterna mellan renskötande samer och jordbrukare, genom att rumsligt skilja renskötsel och jordbruk åt. Lagen innebär, att renskötseln begränsas, eftersom samerna anses vara lägre stående varelser och inte har samma rättigheter som "svenskar" och inte får stå i vägen för dem.[4]

### Juli
- Juli – Svenska Typografförbundet, Sveriges första riksomfattande sammanslutning av fackföreningar, bildas.

### Augusti
- 27 augusti – Det protektionistiska slagordet "Sverige åt svenskarne!" lanseras av Östgöta Correspondenten.

### September
- 11 september – Musikens vänner, MV bildas på Katedralskolan i Skara.

### Oktober
- 17 oktober – Lundby nya kyrka invigs.

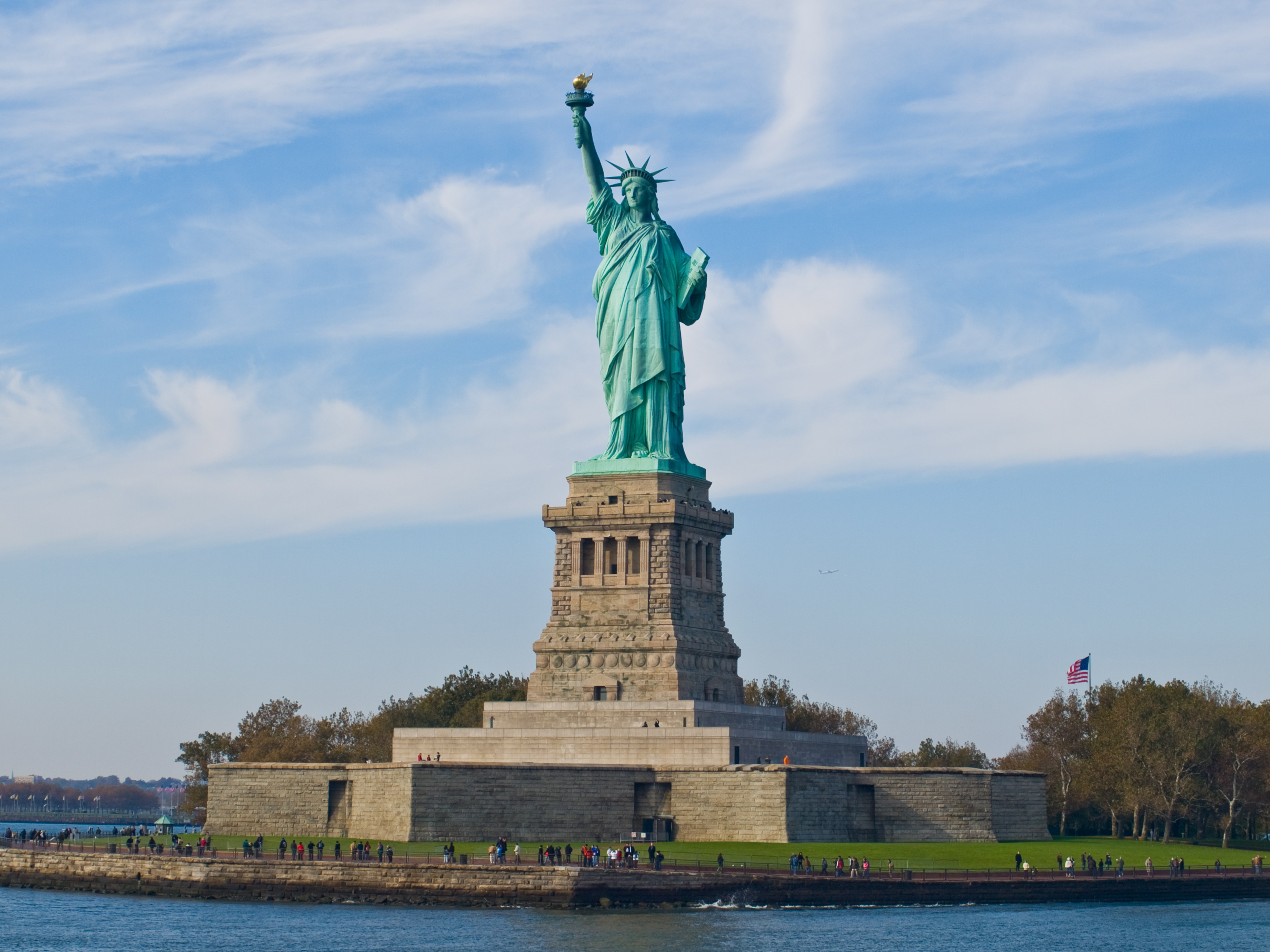
Frihetsgudinnan.

- 28 oktober – Frihetsgudinnan invigs.

### November
- November – Hjalmar Branting blir chefredaktör för Social-Demokraten.
- 12 november – Det så kallade kanalupproret utbryter i Örebro i samband med byggnationen av Örebro kanal.
- 26 november – Spexet Gerda sätts upp i Lund, vilket idag räknas som startskottet för studentföreningen Lundaspexarna.[5]

### December
- 11 december – Den Londonbaserade fotbollsklubben Dial Square spelar sin första match. Redan två veckor senare (25 december) byter klubben namn till Royal Arsenal och heter idag Arsenal FC

### Okänt datum
- De svenska socialdemokraterna erövrar majoriteten i Fackföreningarnas centralkommitté.
- 15 000 arbetare demonstrerar i Stockholm mot införandet av spannmålstullar, av rädsla för att livsmedelspriserna skall stiga, om tullar införs. Industriägarna sluter upp på arbetarnas sida, eftersom de tror att tullarna kommer att driva fram högre löner. Tullfrågan är den hetaste svenska politiska stridsfrågan vid den här tiden och leder till livligare valrörelse och att valdeltagandet ökar från 25 till 50 procent av de röstberättigade.
- De första kvinnliga svenska fackföreningarna, som organiserar barnmorskor och handsömmerskor, bildas: Svenska barnmorskeförbundet och Hemsömmerskor i Lund.
- Den ombildade kvinnotidskriften Tidskrift för hemmet ges ut under namnet Dagny av Fredrika-Bremer-förbundet.
- Ett antal av Sveriges främsta konstnärer bildar Konstnärsförbundet i opposition mot Konstakademiens värderingar.
- I Stockholm i Sverige inrättas så kallade "skolkarhem" för storskolkande folkskolebarn.
- Den radikala kvinnotidskriften Framåt börjar utges, med Alma Åkermark som redaktör.

## Födda

### Första kvartalet

#### Januari
- 2 januari – Karl-Heinrich von Stülpnagel, tysk militär. (död 1944)
- 27 januari – Ernst Berg, svensk sågverksarbetare och socialdemokratisk riksdagspolitiker. (död 1948)

#### Februari
- 3 februari – Sigfrid Ullman, svensk konstnär. (död 1960)
- 4 februari
  - Sune Almkvist, svensk bandyspelare. (död 1975)
  - Hugo Björne, svensk skådespelare. (död 1966)
- 9 februari – Edward L. Leahy, amerikansk demokratisk politiker och jurist, senator 1949–1950. (död 1953)
- 20 februari – Béla Kun, ungersk politiker. (död 1938)
- 22 februari – Hugo Ball, tysk författare och medgrundare till Dadarörelsen i Zürich. (död 1927)
- 27 februari – Hugo Black, amerikansk jurist och politiker. (död 1971)

#### Mars
- 1 mars – Oskar Kokoschka, österrikisk expressionistisk målare. (död 1980)
- 4 mars – Axel Roos, svensk bankdirektör och politiker (folkpartist). (död 1957)
- 12 mars – Vittorio Pozzo, italiensk fotbollstränare. (död 1968)
- 26 mars – Luigi Amoroso, italiensk nationalekonom. (död 1965)
- 31 mars – Stellan Claësson, svensk filmproducent. (död 1970)

### Andra kvartalet

#### April
- 14 april – Albin Erlandzon, svensk skådespelare. (död 1967)
- 16 april – Ernst Thälmann, tysk politiker, ledare för KPD under 1920- och 1930-talen. (död 1944)
- 23 april – Eva Andén, Sveriges första kvinnliga advokat (död 1970)

#### Maj
- 9 maj – Francis Biddle, USA:s justitieminister 1941–1945 och domare i Nürnbergprocessen. (död 1968)
- 10 maj
  - Karl Barth, schweizisk reformert teolog. (död 1968)
  - Torsten Winge, svensk skådespelare och regissör. (död 1969)
- 15 maj – Alfred Andersson i Munka-Ljungby, svensk tegelbruksarbetare och socialdemokratisk politiker. (död 1968)
- 18 maj – Ture Nerman, radikal svensk vänsterman. (död 1969)
- 22 maj – Erik Olson, svensk direktör och riksdagspolitiker (högern). (död 1966)
- 26 maj – Al Jolson, amerikansk skådespelare. (död 1950)
- 28 maj – Olle Strandberg, svensk operasångare och manusförfattare. (död 1971)
- 31 maj – Clemens Klotz, tysk arkitekt. (död 1969)

#### Juni
- 5 juni – Toivo Mikael Kivimäki, finländsk politiker. (död 1968)
- 6 juni – Hjalmar Nilsson, svensk rektor och politiker (högern). (död 1961)
- 8 juni – Gaston Dupray, belgisk skådespelare. (död 1976)
- 19 juni – Dan Edward Garvey, amerikansk politiker (demokrat), guvernör i Arizona 1948–1951. (död 1974)
- 29 juni – Robert Schuman, Frankrikes premiärminister 1947–1948 och utrikesminister 1948–1953. (död 1963)

### Tredje kvartalet

#### Juli
- 1 juli – Gabrielle Robinne, fransk skådespelare (död 1980)
- 3 juli – Raymond A. Spruance, amerikansk amiral under andra världskriget. (död 1969)
- 18 juli – Simon Bolivar Buckner Jr., amerikansk militär. (död 1945)
- 25 juli – Julius Hedvall, svensk politiker. (död 1968)
- 26 juli – Lars Hanson, svensk skådespelare. (död 1965)
- 27 juli – Ernst May, tysk arkitekt. (död 1970)
- 28 juli – Beatrix Potter, brittisk barnboksförfattare och illustratör. (död 1943)
- 30 juli – Eberhard Hempel, tysk arkitekturhistoriker, professor och författare. (död 1967)

#### Augusti
- 2 augusti – Ernst Brunman, svensk operettsångare och skådespelare. (död 1961)
- 9 augusti
  - Berta Hillberg, svensk skådespelare. (död 1957)
  - Arvid Olson, svensk konstnär och filmpionjär. (död 1978)
- 15 augusti – Karl Korsch, tysk marxistisk teoretiker. (död 1961)
- 20 augusti – Paul Tillich, tysk protestantisk teolog. (död 1965)
- 25 augusti – Östen Undén, svensk politiker, utrikesminister. (död 1974)
- 26 augusti – Arvid Jonsson, svensk lantbrukare och politiker (bondeförbundet). (död 1960)
- 30 augusti – Günter Guse, tysk sjömilitär, amiral 1940. (död 1953)

#### September
- 15 september – Paul Pierre Lévy, fransk matematiker. (död 1971)
- 16 september – Jean Arp, fransk skulptör, målare och poet. (död 1966)
- 25 september – Hulda Flood, svensk socialdemokratisk politiker. (död 1968)
- 30 september – Wilhelm Marschall, tysk sjömilitär, generalamiral 1943. (död 1976)

### Fjärde kvartalet

#### Oktober
- 1 oktober – Henrik Jaenzon, svensk fotograf och filmfotograf. (död 1954)
- 14 oktober – Frank Porter Graham, amerikansk demokratisk politiker och professor, senator 1949–1950. (död 1972)
- 16 oktober – David Ben-Gurion, Israels förste premiärminister. (död 1973)
- 18 oktober – Fredrik Adelborg, svensk diplomat, militär, direktör, forskningsresande, donator och författare. (död 1948)
- 27 oktober – Nils Johannisson, svensk skådespelare. (död 1973)
- 28 oktober – Nils Wahlbom, svensk skådespelare. (död 1937)

#### November
- 11 november – Alice Ramsey, den första amerikanska kvinnan som genomförde en transkontinental bilfärd i USA (död 1983).
- 15 november – Gösta Gustafson, svensk skådespelare. (död 1963)
- 19 november – Tor Borong, svensk skådespelare och inspicient. (död 1967)

#### December
- 1 december
  - Erik Börjesson, svensk fotbollsspelare. (död 1983)
  - Rex Stout, amerikansk deckarförfattare. (död 1975)
- 3 december – Manne Siegbahn, svensk fysiker, nobelpristagare. (död 1978)
- 5 december – Rose Wilder Lane, amerikansk journalist och författare. (död 1968)
- 8 december – Diego Rivera, mexikansk konstnär, målare. (död 1957)
- 18 december
  - Arthur V. Watkins, amerikansk republikansk politiker och jurist, senator 1947–1959. (död 1973)
  - Ty Cobb, amerikansk basebollspelare. (död 1961)
- 30 december – Georg Arn, svensk arkitekt. (död 1954)

## Avlidna

### Första kvartalet

#### Januari
- 6 januari – Alfred de Falloux, 74, fransk politiker.
- 7 januari – John Morris, 75, brittisk geolog.
- 10 januari
  - Benjamin F. Conley, 70, amerikansk republikansk politiker och affärsman, guvernör i Georgia 1871–1872.
  - Anders Johan Sandstedt, 82, svensk hemmansägare och riksdagsman.
- 12 januari – André Oscar Wallenberg, 69, svensk bankman, sjöofficer, publicist och riksdagsledamot.
- 15 januari – Henning Hamilton, 71, svensk statsman, militär och skriftställare.
- 16 januari – Amilcare Ponchielli, 51, italiensk kompositör.
- 17 januari – Paul Baudry, 57, fransk målare.
- 22 januari – James T. Farley, 56, amerikansk demokratisk politiker, senator 1879–1885.
- 30 januari – Neill S. Brown, 75, amerikansk politiker och diplomat, guvernör i Tennessee 1847–1849.

#### Februari
- 1 februari – Christian Anders Sundin, 69, svensk sjömilitär och riksdagspolitiker.
- 27 februari – Lennart Forstén, 68, finländsk konstnär och poet.

#### Mars
- 8 mars – John Franklin Miller, 54, amerikansk republikansk politiker och general, senator 1881–1886.
- 9 mars – Jerome B. Chaffee, 60, amerikansk republikansk politiker, senator 1876–1879.
- 15 mars – Emily Dickinson, 55, amerikansk poet.

### Andra kvartalet

#### April
- 13 april – Anna Louisa Geertruida Bosboom-Toussaint, 73, nederländsk författare.

#### Maj
- 23 maj – Leopold von Ranke, 90, tysk historiker.

#### Juni
- 3 juni – Charles Lwanga, ugandisk kristen martyr, helgon.

### Tredje kvartalet

#### Juli
- 25 juli – Eliza Lynch, 53, paraguayansk första dam.
- 31 juli – Franz Liszt, 74, ungersk kompositör.

#### Augusti
- 12 augusti – Carl Fredrik Ridderstad, 78, svensk skald.

#### September
- 11 september – Eduard Robert Flegel, 30, tysk upptäcktsresande.
- 14 september – Hubert Ries, 84, tysk musiker.
- 17 september – Adolf Eugène von Rosen, 88, svensk greve och järnvägsbyggare.
- 18 september – Knut Nylander, 46, finländsk arkitekt.
- 19 september – Edward von Steinle, 76, österrikisk målare.

### Fjärde kvartalet

#### Oktober
- 6 oktober – Thomas Talbot, 68, amerikansk republikansk politiker, guvernör i Massachusetts 1879–1880.
- 8 oktober – Claus Pavels Riis, 60, norsk författare.
- 24 oktober – Friedrich Ferdinand von Beust, 77, tysk-österrikisk statsman.

#### November
- 18 november – Chester A. Arthur, 57, amerikansk politiker, USA:s president 1881–1885.
- 21 november
  - Charles Francis Adams, 79, amerikansk diplomat och politiker.
  - Johannes Scherr, 69, tysk kulturhistoriker.
- 30 november – Acton Smee Ayrton, 70, brittisk jurist och politiker.

#### December
- 13 december – Charles Croswell, 61, amerikansk politiker, guvernör i Michigan 1877–1881.
- 26 december – Nils Herman Quiding, 78, svensk jurist, journalist, författare och politisk tänkare.
- 29 december – A.C. Gibbs, 61, amerikansk politiker, guvernör i Oregon 1862–1866.

### Fotnoter
1. ↑  ”Svenska Uppfinnareföreningen”. Arkiverad från originalet den 17 oktober 2017. https://web.archive.org/web/20171017133531/http://uppfinnare.se/vad-vi-g%C3%B6r/om-oss/historik. Läst 4 juli 2017.
2. ↑  Det hände i dag
3. ↑  Det hände i dag
4. ↑  Sveriges regering - Vem vår jaga och fiska?
5. ↑  Håkan, Larsson, Göran Meurling, Patrick Strömberg, (1986). Spex i Lund : en hundraårskrönika. Skogs Förlag. ISBN 91-7810-749-0. OCLC 470411576. http://worldcat.org/oclc/470411576. Läst 25 maj 2021